# 济川桥 (江门)
济川桥，位于中国广东省江门市蓬江区棠下镇中心村陈田围。2003年，列为江门市文物保护单位。
济川桥始建于清康熙四十六年（1707年），雍正十一年（1733年）重建；乾隆三十五年（1770年），改以红砂石块砌筑为单孔拱桥。济川桥桥长21.5米，宽4.7米，高2.6米。